# Walkers Prachtkärpfling
Walkers Prachtkärpfling oder auch Ghana-Prachtkärpfling (Fundulopanchax walkeri; Synonym: Paraphyosemion walkeri) ist ein Killifisch aus dem westlichen Afrika. Er wird als Aquarienfisch gehalten und wurde zu diesem Zweck 1952 erstmals nach Deutschland eingeführt.

## Verbreitung und Lebensraum
Walkers Prachtkärpfling bewohnt Gewässer der tropischen Regenwaldgebiete im südwestlichen Ghana und im Südosten der Elfenbeinküste. Diese Art ist damit die einzige Aphyosemion- oder Fundulopanchax-Art, die westlich des Dahomey Gap heimisch ist.

## Merkmale
Tiere beiderlei Geschlechts erreichen eine Länge von 6 bis 7 cm. Das Männchen ist an den Körperseiten kräftig blau gefärbt und zeigt ein Muster von zahlreichen unregelmäßigen blauen Strichen und Punkten. Die Basen der unpaaren Flossen sind blau, ihre Enden goldgelb oder rot gesäumt. Weibchen sind bräunlich, mit einem Muster von wenigen dunklen Punkten, und haben farblose Flossen. Die Art ist ein Bodenlaicher. Die Eier haben einen Durchmesser von 1,4 bis 1,5 mm und eine Entwicklungsdauer von zwei bis drei Monaten.
- Flossenformel: Dorsale 14–16, Anale 16–17.
- Schuppenformel: mLR 29–32.